# Шогенов, Евгений Русланович
Евгений Русланович Шогенов — священнослужитель Русской православной церкви, протоиерей, настоятель Церкви в честь Смоленской иконы Божией Матери на Смоленском православном кладбище на Васильевском острове в Санкт-Петербурге. Благочинный в Василеостровском округе Санкт-Петербургской епархии.

## Биография
Евгений Шогенов родился в Ленинграде в 1979 году.
Окончил православные учебные заведения: Санкт-Петербургскую Духовную Семинарию (СПбДС) в 2001 г. и Санкт-Петербургскую Духовную Академию (СПбДА) в 2005 г., а в 2013 — Российскую академию правосудия (c 2014 года — Российский государственный университет правосудия), ему была присуждена квалификации юриста. Во диакона хиротонисан 12.11.2000. Во священника был рукоположен 06.07.2001 Митрополитом Санкт-Петербургским и Ладожским Владимиром, в день празднования Владимирской иконы Божией Матери. В сан протоиерея возведён 26.03.2010.
Член Международной академии наук экологии безопасности человека и природы (МАНЭБ).

### Места служения
По состоянию на 20.06.2025:
- Настоятель храма Смоленской иконы Божией Матери на Васильевском острове с 19.11.2020[3];
- Настоятель храма Воскресения Христова на Васильевском острове с 19.11.2020[3];
- Благочинный Василеостровского округа Санкт-Петербургской епархии с 19.11.2020[3];
- Настоятель храма свт. Николая Чудотворца при СПб ГКУЗ ЦВЛ «Детская психиатрия» им. С. С. Мнухина с 12.01.2023[3];
- Почётный настоятель храма в честь Воздвижения Честнаго и Животворящего Креста Господня в Приморском районе с 12.01.2023[3].

### Прежние места служения
- Диакон Храма св. вмч. Димитрия Солунского в Коломягах с 20.11.2000 до 06.07.2001 и священник при том же храме с 06.07.2001 до 18.10.2005[3];
- Священник собора св. Архистратига Божия Михаила и всех Небесных Сил Бесплотных в пос. Токсово c 18.10.2005 до 16.12.2005[3];
- Священник Князь-Владимирского собора с 16.12.2005 до 12.04.2011[3];
- Настоятель часовни — Домовый храм свт. Николая Чудотворца в Доме ветеранов сцены им. Савиной — c 23.04.2008 до 19.06.2012[3];
- Настоятель часовни-храма свт. Николая Чудотворца на отделении реабилитации при СПб ГКУЗ "Психоневрологический диспансер № 4 (Петроградский р-н, Пудожская, 6) с 10.02.2009[3];
- Настоятель храма в честь Воздвижения Честнаго и Животворящего Креста Господня в Приморском районе c 08.12.2009 до 28.03.2023[3];
- Настоятель храма в честь иконы Божией Матери «Живоносный источник» (Приморский район, ул. Нижне-Каменская, д.4) c 31.05.2011 до 16.10.2023 и почётный настоятель этого храмаc 31.03.2023 до 16.10.2023[3].

## Семья
Супруга и две дочери.

## Награды
- Камилавка — 23.04.2005[4].
- Орден Преподобного Сергия Радонежского III степени — 29.10.2023, «во внимание к трудам по восстановлению храма Воскресения Христова на Васильевском острове г. Санкт-Петербурга»[5].

## Сочинения
- Прот. Евгений Шогенов. Может ли христианин быть счастливым? // "Вода живая" (офиц. издание СПб епархии РПЦ : журнал. — 2014. — № 4 (171).

## Составление и редактирование
- Сост. прот. Е. Шогенов, текст М. В. Шкаровского, включ. работы прот. Стефана Опатовича и прот. Евгения Рахманина. Обитель блаженной Ксении: Книга о санкт-петербургском Смоленском кладбище и его святынях / Прот. Евгений Шогенов. — Приход храма в честь Смоленской иконы Божией Матери на Васильевском острове, СПб. — М.: Отчий дом, 2022. — 384 с. — 5,000 экз. — ISBN 978-5-906241-67-2.
- М. В. Шкаровский. За веру пострадавшие. Книга о страдальцах за Христа, чьи судьбы связаны со Смоленским кладбищем Санкт-Петербурга / протоиерей Евгений Шогенов. — СПб. - М.: Санкт-Петербург: Приход храма в честь Смоленской иконы Божией Матери; Москва: "Отчий дом", 2023. — 208 с. — 3,000 экз. — ISBN 978-5-906241-80-1.